# カプロニ Ca.90
カプロニ Ca.90
- 用途：爆撃機
- 分類：重爆撃機
- 製造者：カプロニ
- 初飛行：1929年
- 生産数：1機
- 運用状況：退役

カプロニ Ca.90（伊：Caproni Ca.90）は、イタリアのカプロニ社によって試作された重爆撃機。1929年に初飛行した際には世界最大の飛行機だった。

## 設計・開発
六発エンジン・逆一葉半の複葉機であるCa.90は、重爆撃機として設計され1929年に初飛行した。Ca.90は2基が串型に配置された二組のイソッタ・フラスキーニ アッソ 1000 W型18気筒レシプロエンジンを下翼の上部に配しており、前部のエンジンには2翅プロペラを、後部のエンジンには4翅プロペラを装備していた。残りの一組2基のエンジンは胴体の上部に装備されていた。このエンジンはCa.90専用エンジンとして作られたものだった。
1929年に初飛行したドルニエ Do X飛行艇のほうが翼幅と重量でCa.70を上回っていたが、1934年にツポレフ ANT-20が登場するまで、Ca.90は最大の陸上機だった。

## 諸元
出典: Illustrated Encyclopedia of Aircraft
諸元
- 乗員: 2名
- 定員: 12名
- 全長: 26.95 m （88 ft 5 in）
- 全高: 10.80 m （35 ft 5 in）
- 翼幅: 46.60 m（152 ft 11 in）
- 翼面積: 496.60 m2 （5,345.5 ft2）
- 空虚重量: 15,000 kg （33,069 lb）
- 最大離陸重量: 30,000 kg （66,139 lb）
- 動力: イソッタ・フラスキーニ アッソ 1000 水冷W型18気筒、750 kW （1,000 hp）   × 6

性能
- 最大速度: 205 km/h  （127 mph）
- 航続距離: 1,290 km  （800 マイル）
- 実用上昇限度: 4,500 m （14,764 ft）

武装
- 固定武装: 機関銃数挺
- 爆弾: 8,000 kg